# جناب (لقب نظامی)
جناب دومین لقب نظامی در ارتش ایران است که به نظامیانی که دارای درجات نظامی افسری که بالاتر از استوار یکم (سرکار) و پایین‌تر سرتیپ (امیر یا تیمسار) هستند و بعد از لقب سرکار اعطاء می‌شود که شامل درجات نظامی: ستوان سوم، ستوان دوم، ستوان یکم، سروان، سرگرد، سرهنگ دوم و سرهنگ می‌شود.  